# Вајалуа (Хаваји)
Вајалуа (енгл. Waialua) насељено је место за статистичке потребе у америчкој савезној држави Хаваји. По попису становништва из 2010. у њему је живело 3.860 становника.

## Демографија
Према попису становништва из 2010. у граду је живело 3.860 становника, што је 99 (2,6%) становника више него 2000. године.
| Група             | 2000.         | 2010.         |
| Белци             | 530 (14,1%)   | 757 (19,6%)   |
| Афроамериканци    | 14 (0,4%)     | 9 (0,2%)      |
| Азијати           | 1.950 (51,8%) | 1.758 (45,5%) |
| Хиспаноамериканци | 246 (6,5%)    | 398 (10,3%)   |
| Укупно            | 3.761         | 3.860         |